# Denis Epstein
Denis Epstein (Köln, 2 de Julho de 1986) é um futebolista profissional alemão, militou no FSV Frankfurt.

## Carreira
Revelado na Alemanha, marcou época no futebol grego, quando foi comprado em 2010, pelo Olympiakos, e foi re-emprestado ao recém-promovido AO Kerkyra, depois de boa passagem no time de Corfu. E ainda atuou no Atromitos, de Peristeri.

### FSV Frankfurt
Atualmente voltou a Alemanha e atua no FSV Frankfurt.